# Herb gminy Krzymów
Herb gminy Krzymów – jeden z symboli gminy Krzymów, autorstwa Marka Adamczewskiego, ustanowiony 20 października 2009.

## Wygląd i symbolika
Herb przedstawia na tarczy koloru zielonego srebrną linię falistą (symbol Warty), nad nią złoty pagórek (nawiązanie do Złotej Góry) oraz dwie srebrne lilie (symbolizujące Maryję jako patronkę dwóch kościołów gminy – w Krzymowie i w Brzeźnie).